# Shahrestān-e Ganāveh
Shahrestān-e Ganāveh (persiska: شهرستان گناوِه, گناوِه) är en delprovins (shahrestan) i Iran.   Den ligger i provinsen Bushehr, i den centrala delen av landet, 700 km söder om huvudstaden Teheran. Administrativt centrum är hamnstaden Ganaveh.
Delprovinsen hade 102 484 invånare 2016.